# Chevrolet Monte Carlo
Chevrolet Monte Carlo – samochód sportowy klasy luksusowej, a następnie klasy wyższej produkowany pod amerykańską marką Chevrolet w latach 1969 – 2007.

## Pierwsza generacja

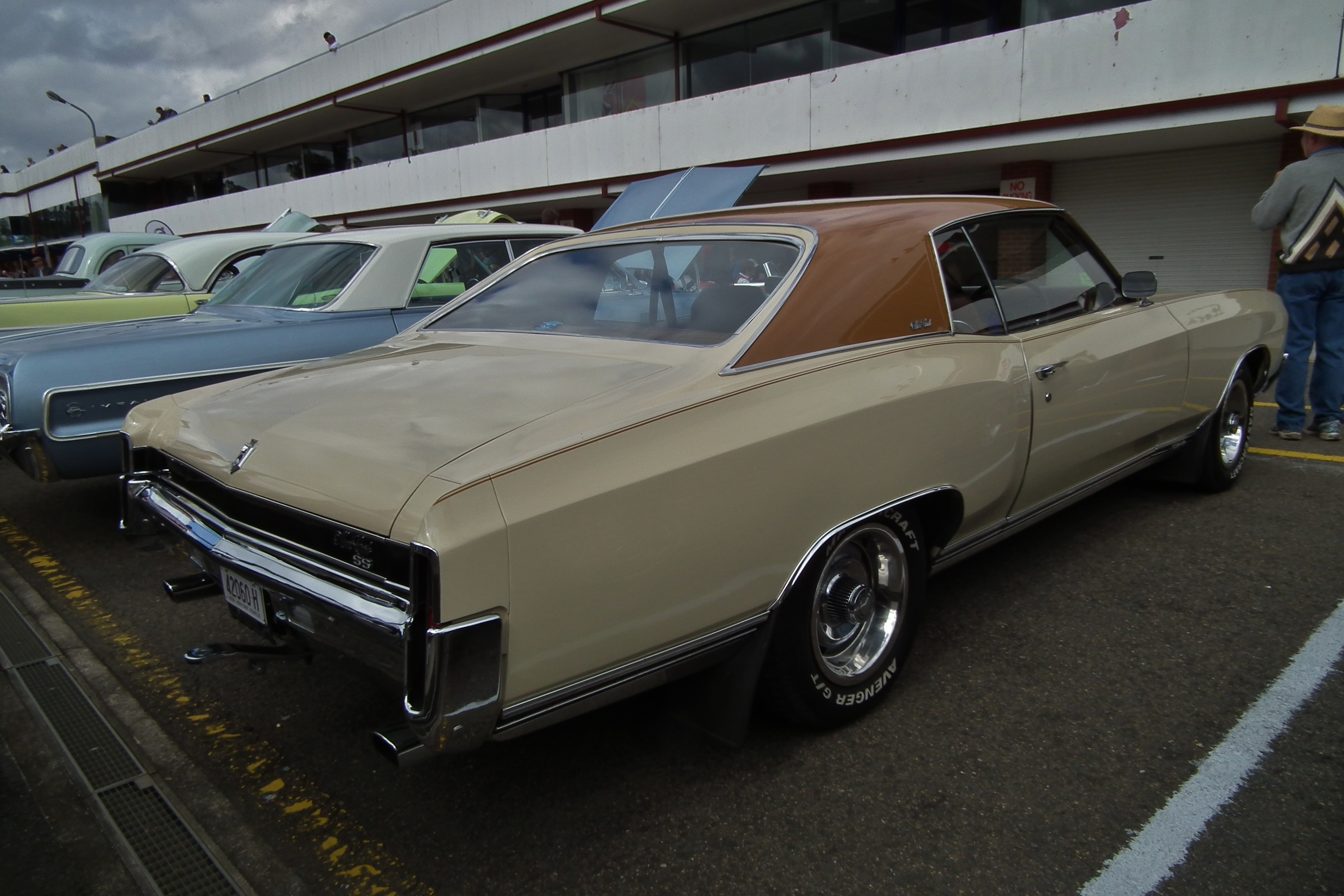
Chevrolet Monte Carlo I – tył

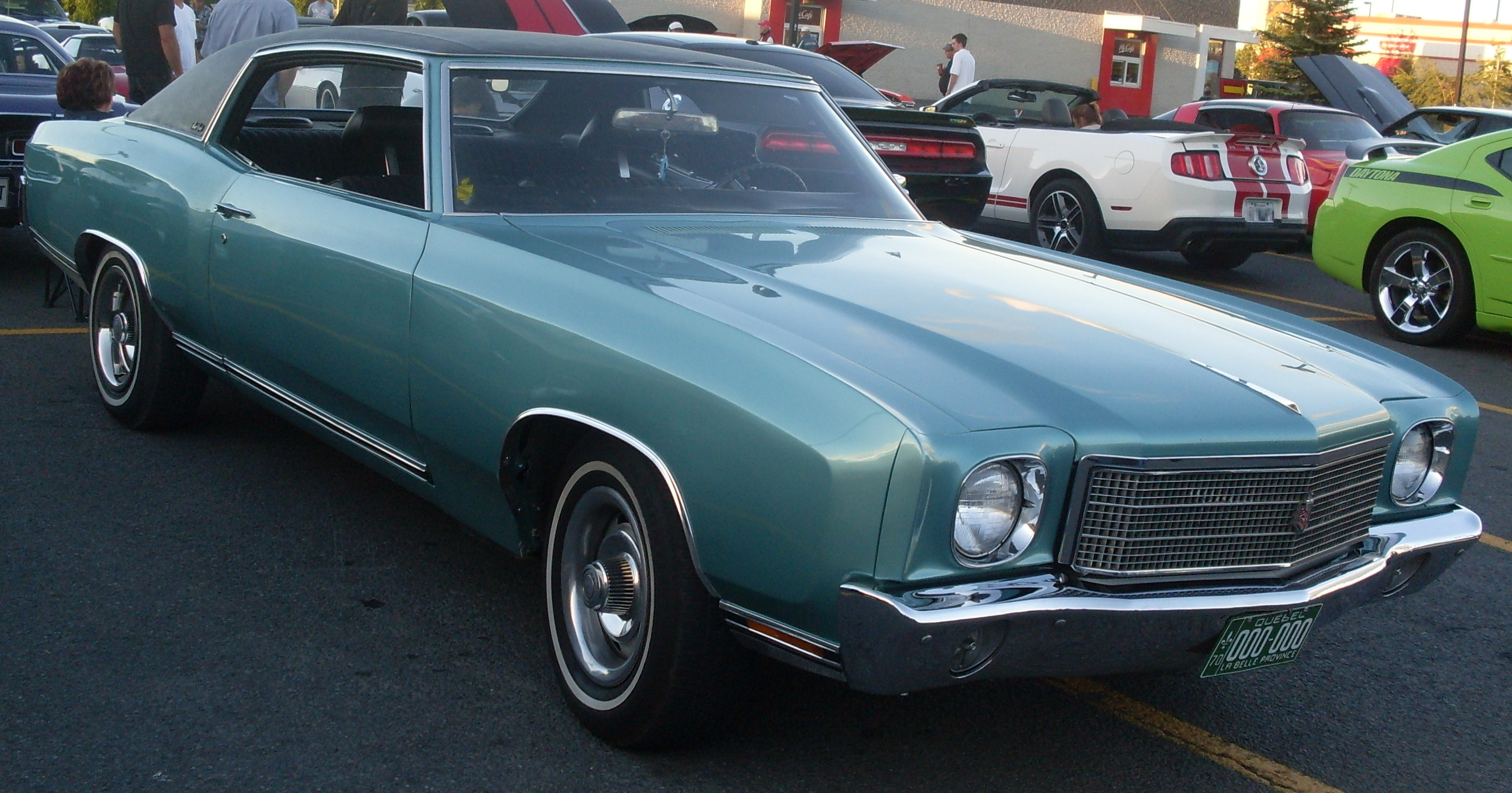
Chevrolet Monte Carlo I

Chevrolet Monte Carlo I został zaprezentowany po raz pierwszy w 1969 roku.
Model Monte Carlo urozmaicił ofertę Chevroleta jako duże, sportowe coupé o luksusowym charakterze, dołączając tym samym do popularnego w drugiej połowie XX wieku segmentu samochodów tzw. personal luxury.
Pierwsza generacja Chevroleta Monte Carlo powstała na platformie G-body, charakteryzując się dużą, masywną sylwetką z wyraźnie zarysowanymi przednimi błotnikami oraz stosunkowo wąsko rozstawionymi, okrągłymi reflektorami. Masywne nadwozie było dwudrzwiowe, z podłużną tylną częścią bagażową. Dach z kolei zyskał inny odcień niż reszta karoserii, mogąc być pokryty lakierem lub materiałem w zależności od preferencji nabywcy.

### Silniki
- V8 5.7l Turbo-Fire
- V8 6.5l Turbo-Fire
- V8 6.5l Turbo-Jet
- V8 7.4l Turbo-Jet

## Druga generacja

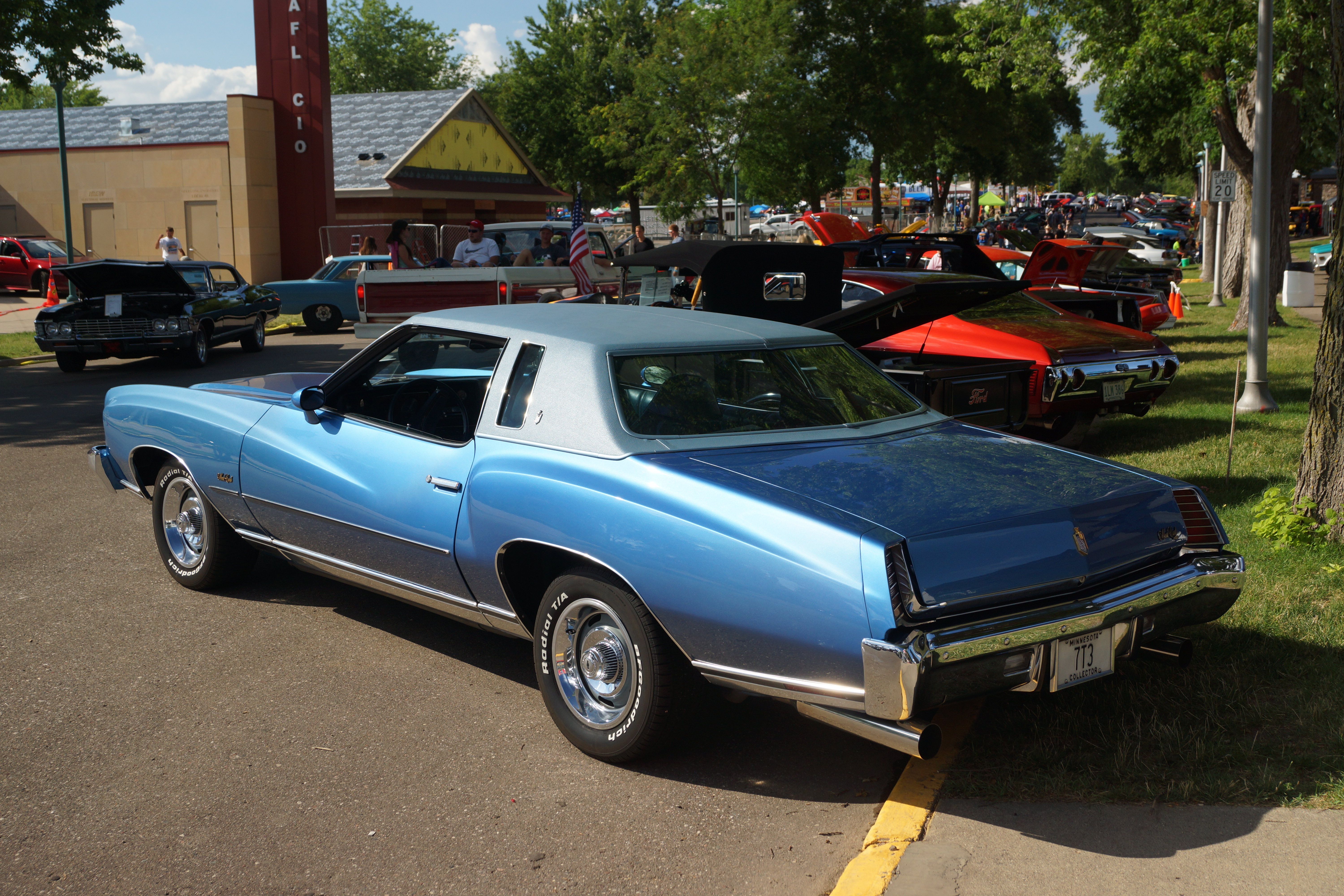
Chevrolet Monte Carlo II – tył

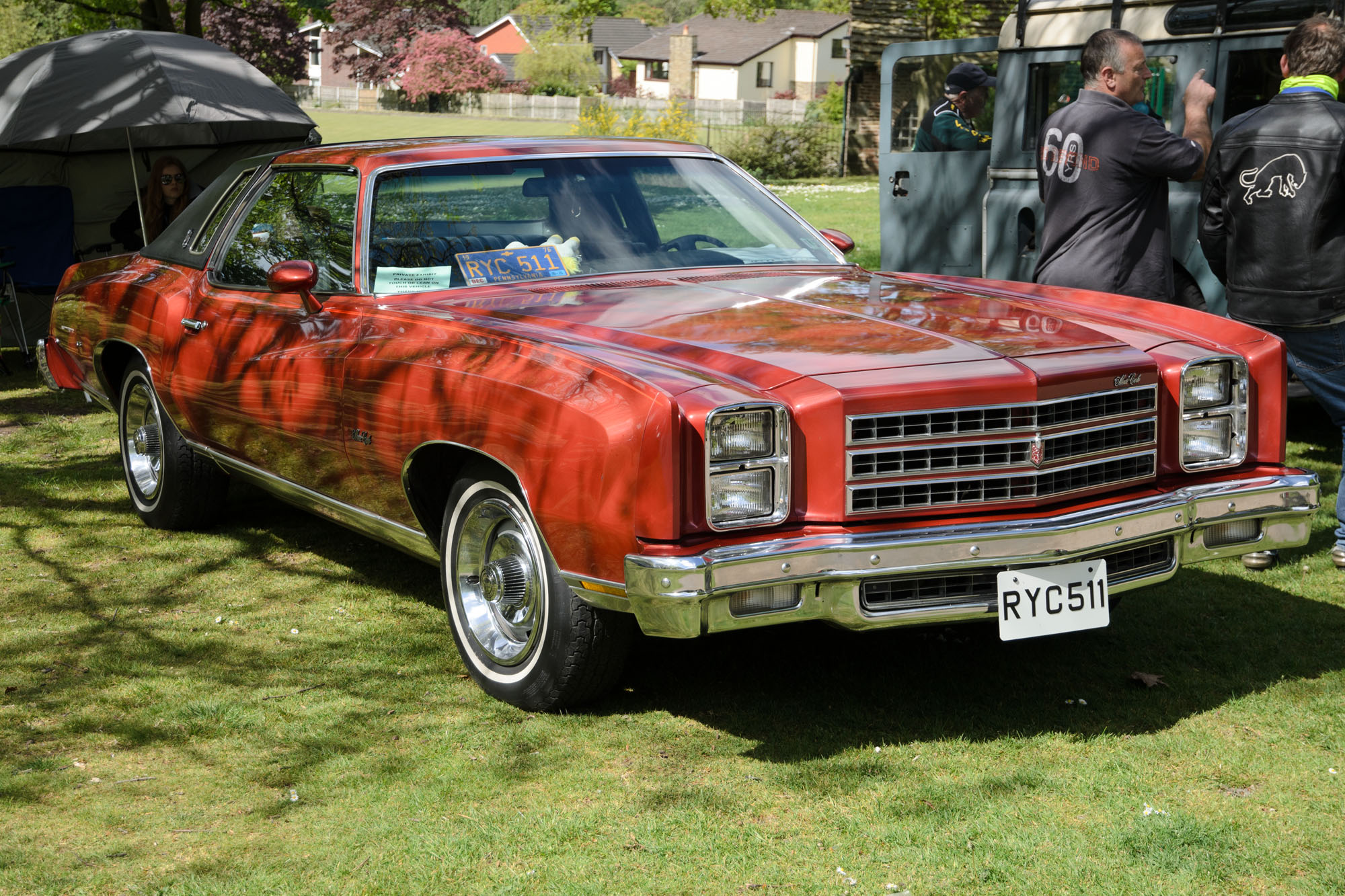
Chevrolet Monte Carlo II po drugim liftingu

Chevrolet Monte Carlo II został zaprezentowany po raz pierwszy w 1972 roku.
Druga generacja topowego coupé Chevroleta została zbudowana na nowej platformie koncernu General Motors o nazwie A-body, przechodząc ewolucyjne zmiany pod kątem wizualnym. Nadwozie zyskało bardziej awangardowe przetłoczenia i wyżej osadzone reflektory, a także dużą, chromowaną atrapę chłodnicy i masywny, wysunięty zderzak przedni.

### Restylizacje
Podczas 5 lat rynkowej obecności Chevroleta Monte Carlo na rynku, samochód przeszedł dwie obszerne restylizacje. W ramach pierwszej, w 1974 roku, z przodu pojawiła się nieznacznie zmodyfikowana atrapa chłodnicy i zderzak.
Znacznie więcej zmian przyniosła modernizacja na rok modelowy 1976, która wiązała się z pojawieniem się zupełnie nowych, dwukloszowych kanciastych reflektorów, a także zmodyfikowanej atrapy chłodnicy z większą liczbą poprzeczek.

### Silniki
- V8 5.0l
- V8 5.7l
- V8 6.6l
- V8 7.4l

## Trzecia generacja

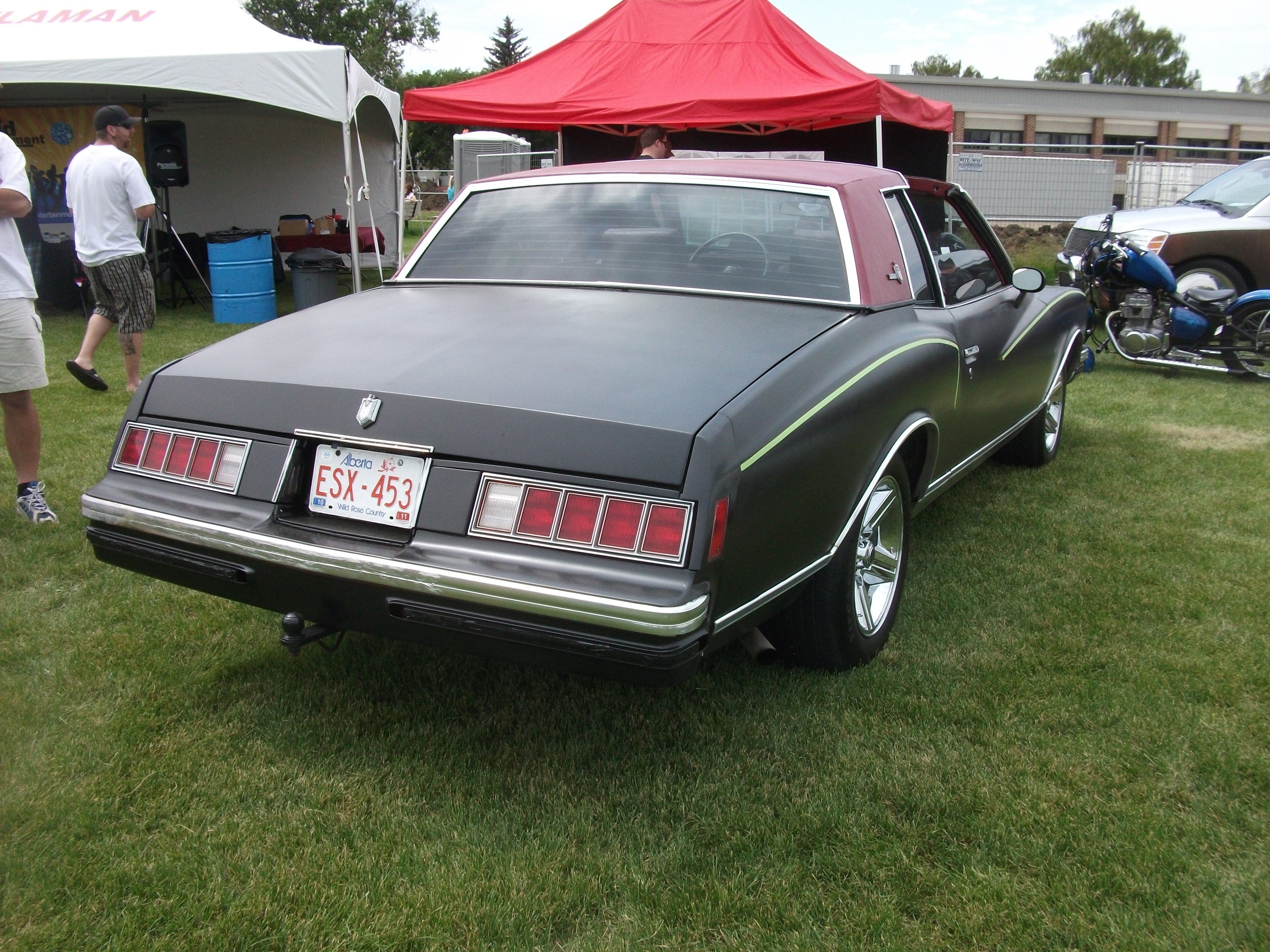
Chevrolet Monte Carlo III – tył

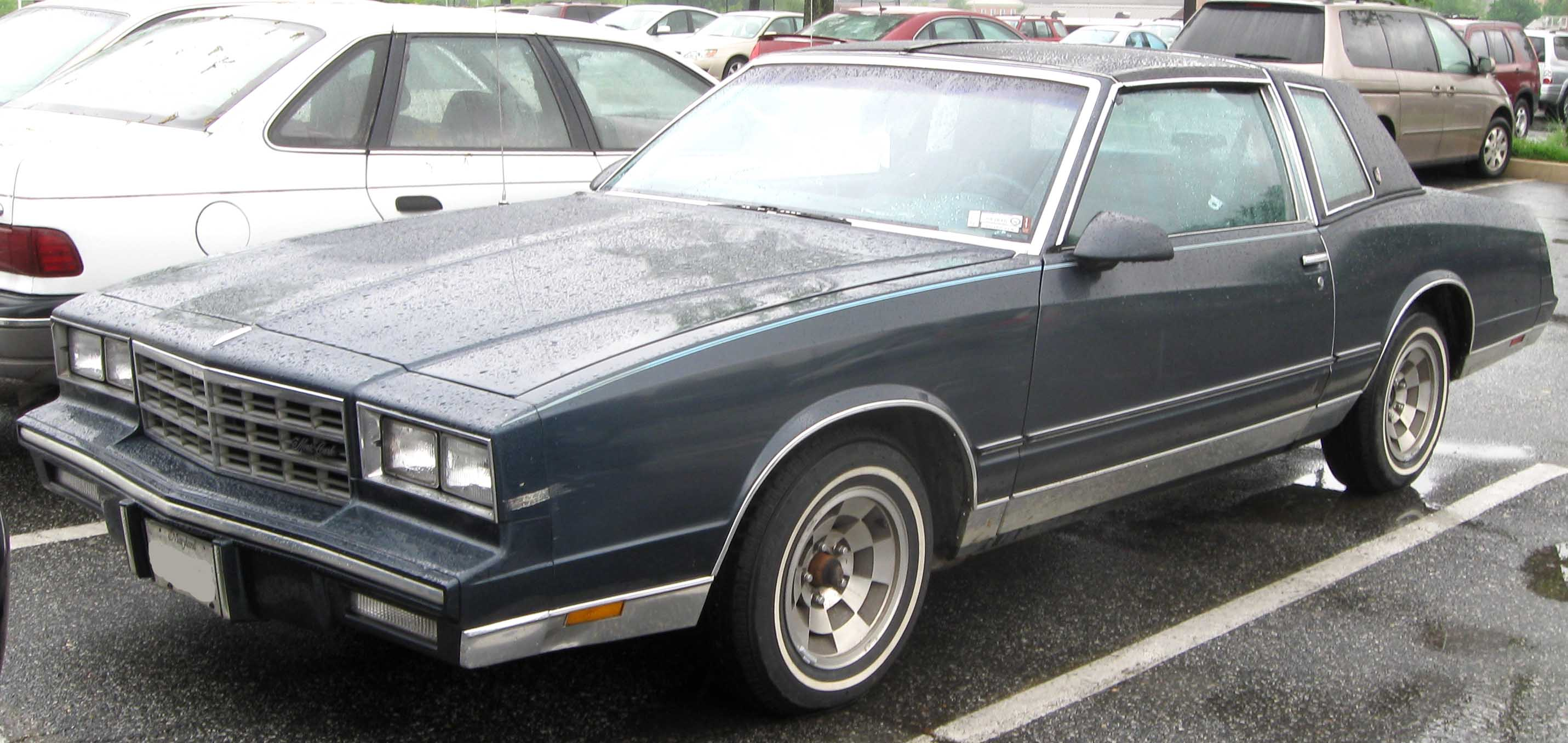
Chevrolet Monte Carlo III po liftingu

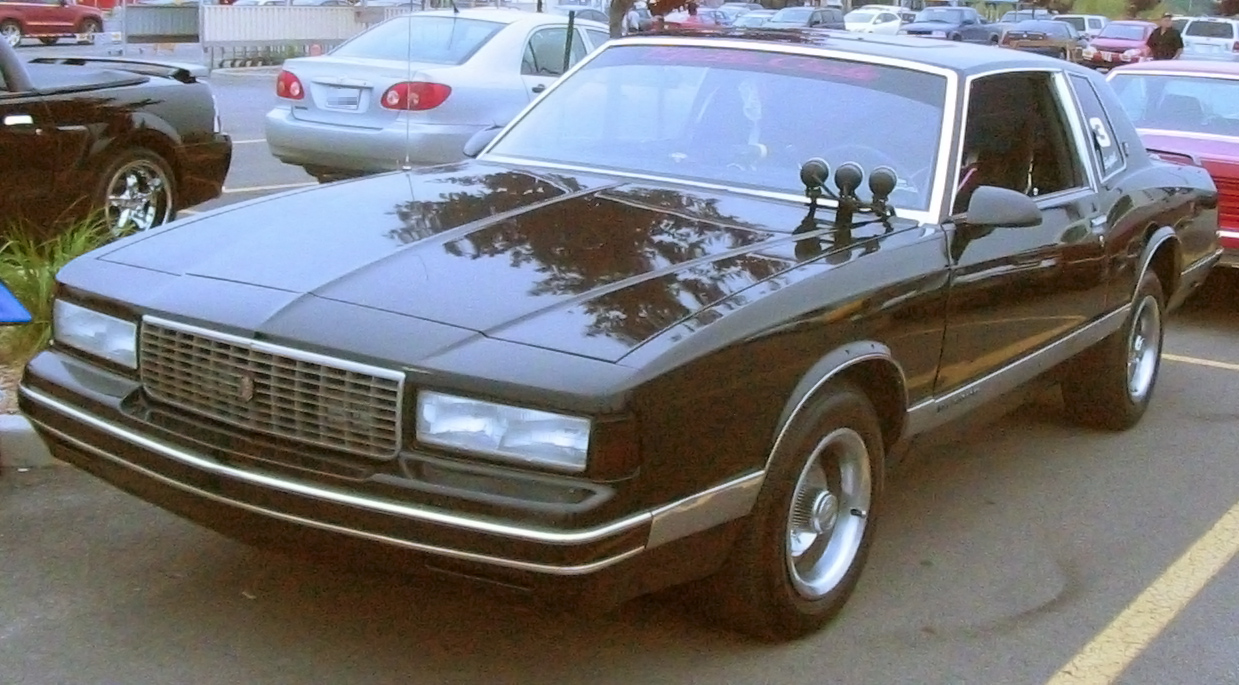
Chevrolet Monte Carlo III po drugim liftingu

Chevrolet Monte Carlo III został zaprezentowany po raz pierwszy w 1977 roku.
Trzecia generacja Monte Carlo przyniosła największe zmiany w wyglądzie tego pojazdu od momentu debiutu przed niespełna dekadą, początkowo opierając się jednak na dotychczasowej architekturze General Motors o nazwie A-body.
Samochód powstał w ramach ścisłej współpracy z markami Buick, Oldsmobile i Pontiac, podobnie jak bliźniacze konstrukcje tych filii GM zyskując charakterystyczną sylwetkę łączącą kanciaste kształty przedniej części nadwozia z płynną, łukowatą sylwetką tylnych nadkoli oraz części nagażnika.

### Restylizacje
Podczas 10-letniej obecności na rynku, trzecia generacja Monte Carlo przeszła dwie duże modernizacje. W ramach pierwszej, przeprowadzonej w 1980 roku, pas przedni zyskał zupełnie nowy wygląd z podwójnymi, węższymi kloszami i innym wyglądem atrapy chłodnicy.
Druga, znacznie poważniejsza modernizacja, przeprowadzona została w roku 1986. Przyniosła ona nie tylko zmiany w wyglądzie, polegające głównie na nowym pasie przednim z jeszcze węższymi, zespolonymi reflektorami i zmodyfikowanym grillem, ale i zastosowaniem nowej platformy G-body – i to pomimo zachowania tych samych proporcji nadwozia co dotychczas.

### Silniki
- V6 3.3l Chevrolet
- V6 3.8l Buick
- V6 4.3l 4300
- V6 4.3l LT6
- V8 4.4l Small-Block
- V8 5.0l Small-Block
- V8 5.7l LF9

## Czwarta generacja

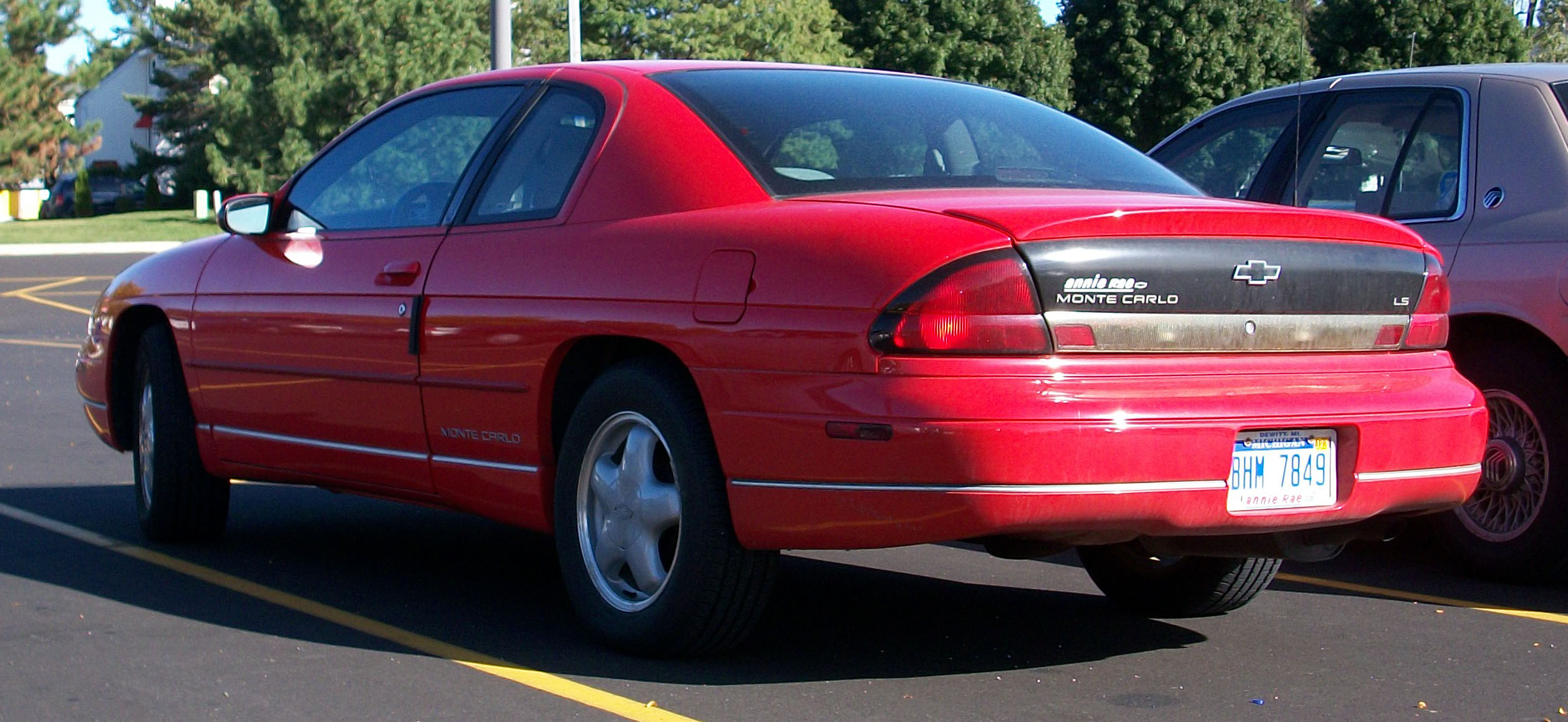
Chevrolet Monte Carlo IV – tył

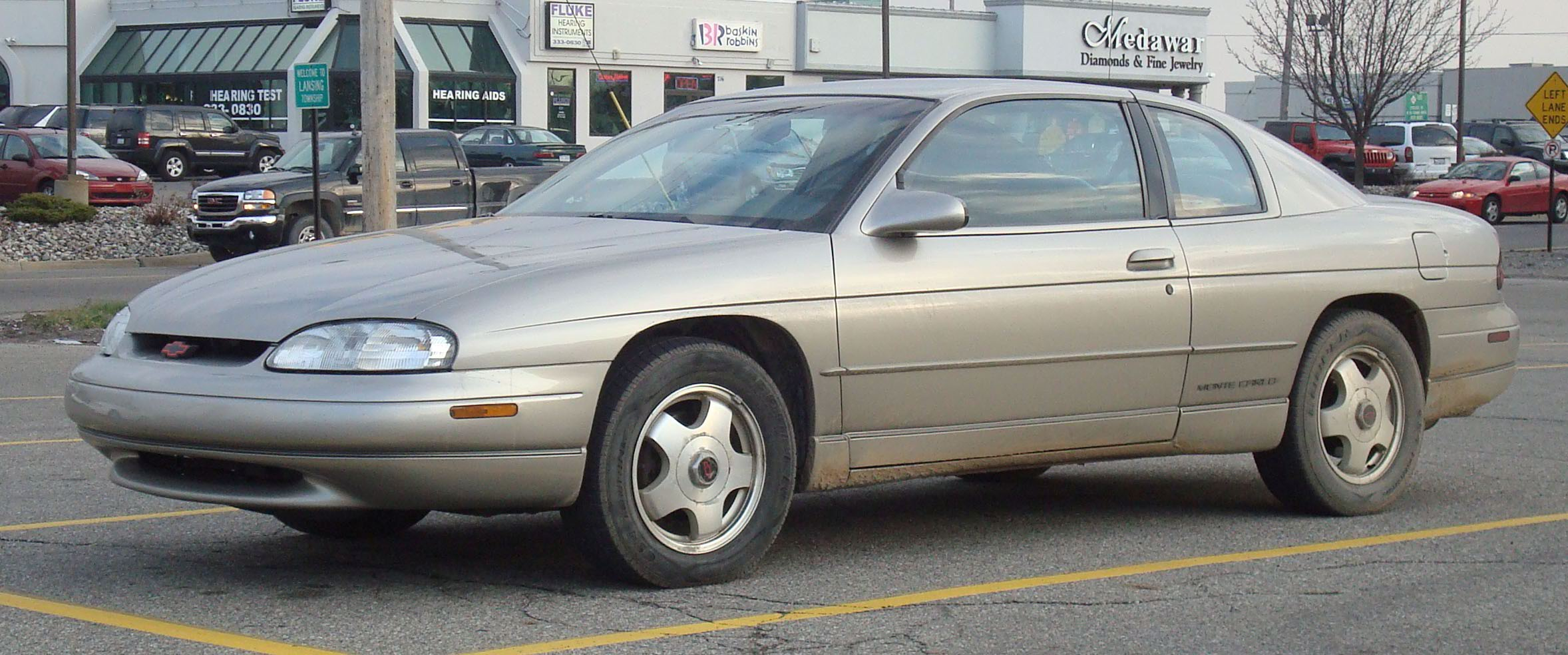
Chevrolet Monte Carlo IV Z34

Chevrolet Monte Carlo IV został zaprezentowany po raz pierwszy w 1994 roku.
Po 7 latach przerwy, Chevrolet zdecydował się przywrócić do sprzedaży linię modelową Monte Carlo pod zupełnie nową postacią. Tym razem samochód przyjął funkcję odmiany coupé wobec wyższej klasy modelu Lumina, podobnie jak on zyskując futurystyczne, zaokrąglone i strzeliste proporcje nadwozia.
Od bratniego modelu Monte Carlo odróżniało się za to dłuższymi przednimi drzwiami, a także podłużną tylną częścią nadwozia z charakterystycznymi lampami, między którymi umieszczono plastikową nakładkę optycznie łączącą je w jedną część.

### Silniki
- V6 3.1l L82
- V6 3.4l LQ1
- V6 3.8l L36

## Piąta generacja

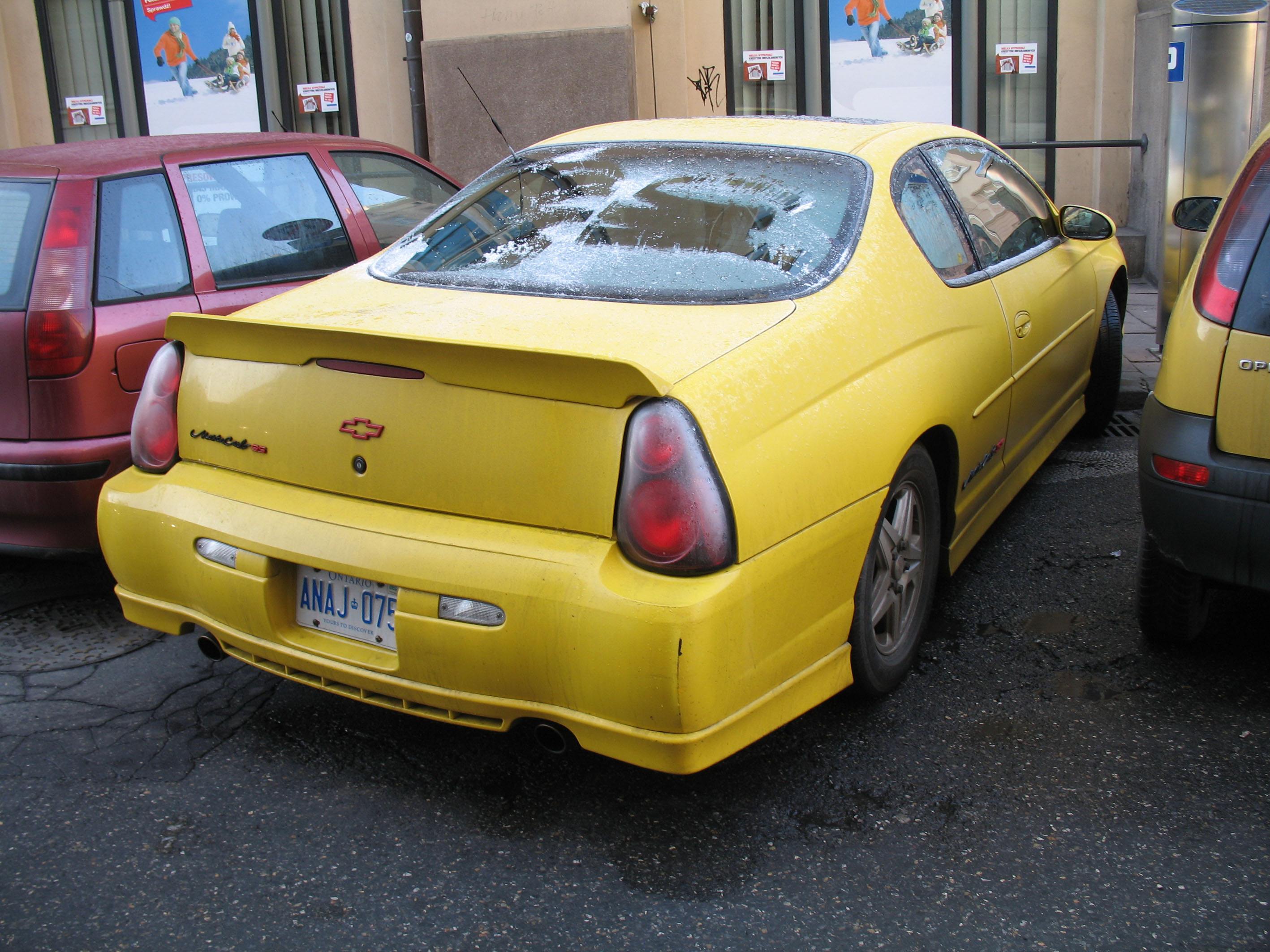
Chevrolet Monte Carlo V – tył

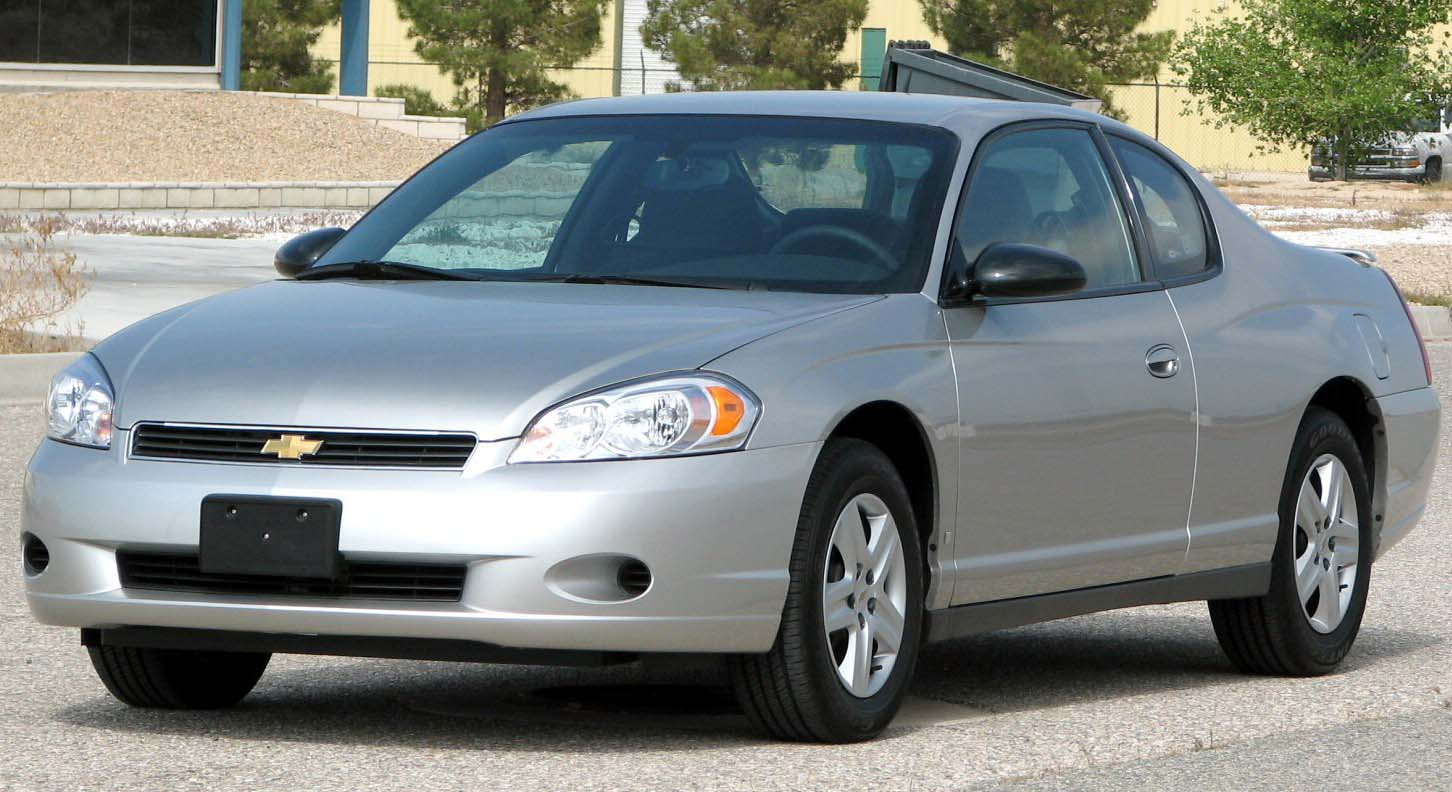
Chevrolet Monte Carlo V po liftingu

Chevrolet Monte Carlo V został zaprezentowany po raz pierwszy w 1999 roku.
Ostatnia generacja Monte Carlo powstała tym razem na bazie powracającego właśnie na rynek modelu Impala, rozwijając zarazem formułę poprzednika
Nadwozie oprócz obłych i owalnych form, zyskało zarazem bardziej awangardową formę z charakterystycznie ukształtowaną tylną częścią nadwozia. Oprócz przetłoczeń na nadkolach, tylne lampy umieszczone na krawędziach błotników zostały wysunięte ku zderzakowi i klapie bagażnika.

### Lifting
Na początku 2005 roku Chevrolet zaprezentował Monte Carlo po gruntownej modernizacji, w ramach której produkowana wówczas od 6 lat konstrukcja zyskała przód w całości zaadaptowany z właśnie debiutującej dziewiątej generacji modelu Impala.
W ten sposób pas przedni zyskał łagodniej zarysowane, bardziej kanciaste reflektory, a taże węższą atrapę chłodnicy i inaczej ukształtowane zderzaki. Odświeżono też projekt kokpitu oraz wersje wyposażeniowe.

### Koniec produkcji i następca
Produkcja Chevroleta Monte Carlo została zakończona definitywnie w sierpniu 2007 roku. Producent nie zdecydował się zaprezentować następcy, kończąc tym samym historię tej linii modelowej po 38 latach.

### Silniki
- V6 3.4l LA1
- V6 3.5l LZE
- V6 3.8l L36
- V6 3.8l L67
- V6 3.9l LZ9
- V8 5.3l LS4

## Sport
Chevrolet Monte Carlo posłużył jako baza dla wyścigowej wersji startującej w słynnych amerykańskich zawodach NASCAR poczynając od 1972 roku, aż do końca rynkowej obecności tego modelu w 2007 roku. Kierowcy poruszający się Monte Carlo w tym sporcie motorowym zdobyli wiele zwycięskich tytułów, a obecność tego modelu Chevroleta w zawodach NASCAR przyczyniła się do jego popularności i rozpoznawalności w Stanach Zjednoczonych.

## Monte Carlo w popkulturze
- 1970 Monte Carlo pojawia się w filmie Szybcy i wściekli: Tokio Drift jako pierwszy samochód Seana.
- 1970 Monte Carlo jest używane przez Lalo Salamancę - bohatera serialu Zadzwoń do Saula.
- 1986 Monte Carlo w filmie Czarny pies.
- 1979 Monte Carlo jest kierowany przez Alonzo Harrisa w filmie Dzień próby.
- 1989 Monte Carlo należy do Jessego Pinkmana w serialu Breaking Bad.
- 1981 Monte Carlo występuje w serialu Chłopaki z baraków jako samochód Juliana.